# Biblioteka Ukraińskiego Uniwersytetu Katolickiego
Biblioteka Ukraińskiego Uniwersytetu Katolickiego we Lwowie (ukr. Бібліотека Українського католицького університету) – jedna z najbardziej zasobnych bibliotek na Ukrainie w zakresie szeroko pojętych nauk teologicznych. Została założona wraz z Grecko-Katolicką Akademią Teologiczną w 1928 roku. Jest ogólnouczelnianą jednostką organizacyjną. Od września 2017 r. znajduje się w nowo wybudowanym Centrum im. Metropolity Andrzeja Szeptyckiego.

## Struktura
Zbiory Biblioteki UKU zlokalizowane są w dwóch korpusach uniwersyteckich (ul. Stryjska 29a, ul. Chutoriwka 35a). Zostały usystematyzowane według Klasyfikacji Biblioteki Kongresu, co pozwoliło nadać czytelnikom wolny dostęp do większości z nich.
W Centrum Metropolity Andrzeja Szeptyckiego zbiory biblioteczne znajdują się na pięciu kondygnacjach:
- niski parter: magazyn z otwartym dostępem
- parter: wystawy z nowościami książkowymi
- I piętro: G – Z (nauki społeczne, sztuka, filologia, literatura piękna, nauki ścisłe, bibliografia), czasopisma bieżące
- II piętro: BL – F (teologia, historia), stare druki i zbiory specjalne, zbiory Szkoły Biznesu, wystawy wydawnictw
- III piętro: A – BJ (dzieła o treści ogólnej, filozofia, psychologia, etyka)

W korpusie Wydziału Filozoficzno-Teologicznego (ul. Chutoriwka, 35a) znajdują się magazyn i dwie czytelnie – literatury tematycznej i czasopism.
Zbiory Biblioteki UKU liczą ponad 170 tysięcy woluminów książek oraz ponad 2200 woluminów czasopism (stan z dnia 26.07.2020) i od 2007 roku są katalogowane komputerowo. Od stycznia 2018 roku Biblioteka działa w zintegrowanym systemie bibliotecznym KOHA. Biblioteka UKU jest członkiem Ukraińskiego Stowarzyszenia Bibliotek, a od 2012 roku Europejskiego Stowarzyszenia Katolickich Bibliotek.

## Historia
Biblioteka rozpoczęła swoją działalność 1928 roku jako Biblioteka Grecko-Katolickej Akademii Teologicznej we Lwowie. Podstawą księgozbioru stały się zbiory Seminarium Duchownego Świętego Ducha oraz Teologicznego Towarzystwa Naukowego i liczne dary, np. metropolita Andrzej Szeptycki przekazał ok. 1 tys. woluminów. Na początku 1939 rok wraz z zakupionymi przez bibliotekę pozycjami księgozbiór liczył około 6 tys. woluminów.
W początkach działalności biblioteka zmieniała lokalizacje. Zbiory były ulokowane w gmachu Akademii pomiędzy ul. M. Kopernika i ul. Sykstuską (obecnie ul. Doroszenki). W czasie oblężenia Lwowa przez Niemców, 15 września 1939 r. wskutek wybuchu bomby większość gmachu została zniszczona, a cześć ocalałych książek odebrana przez komisje i oddana do Biblioteki Uniwersyteckiej. Wraz z początkiem okupacji sowieckiej Lwowa doszło do kilkukrotnych zmian lokalizacji szczątków zbiorów, co wywołało ich rozproszenie. W 1944 r. ostatecznie zlikwidowano działalność Akademii, a wraz z nią przestała istnieć i biblioteka. Ostatnim dyrektorem Biblioteki był Jarosław Czuma. Likwidacja Cerkwi greckokatolickiej w 1946 r. położyła kres nadziejom na wznowienie działalności uczelni pod władzą sowiecką.
Uczelnia, a z nią biblioteka zostały odrodzone w 1963 r. w Rzymie przez byłego rektora Akademii kardynała Josypa Slipego, który przeżył sowieckie łagry i rozumiał wagę istnienia dla Ukraińców, choćby na emigracji, wyższej uczelni. Dlatego 8 grudnia 1963 roku w Rzymie powstał Ukraiński Uniwersytet Katolicki pod wezwaniem papieża Klemensa. Gromadzone tam zbiory biblioteczne stały się po latach jednym z kamieni węgielnych współczesnej biblioteki.
Nowy rozdział w historii biblioteki związany był z kilkoma ważnymi wydarzeniami: wyjściem z podziemia Ukraińskiego Kościoła Grecko-Katolickiego w 1990 r., odzyskaniem przez Ukrainę niepodległości w 1991 r., wznowieniem działalności uczelni pod nazwą Lwowskiej Akademii Teologicznej w 1994 roku. To tej uczelni przekazał swoje zasoby akademickie i biblioteczne UKU w Rzymie. Do rozbudowy wznowionego uniwersytetu i biblioteki dołączyli absolwenci rzymskiego UKU: o. Iwan Dacko, o. Mychajło Dymyd, metropolita Borys Gudziak, biskup Hlib Lonczyna, Mychajło Petrowycz. 29 czerwca 2002 r. Akademię przekształcono w Ukraiński Uniwersytet Katolicki.
Początki działalności biblioteki były bardzo trudne, o czym wspomina pierwszy dyrektor Biblioteki Mychajło Petrowycz. Skromne warunki lokalowe i prawie puste półki biblioteczne. Udało się najpierw wyremontować przestrzenie (zlokalizowane przy ul. Kleparowskiej, później przy ul. I. Święcickiego), odnaleźć ludzi i instytucje którzy wsparli proces renowacji. Staraniem władz i pracowników gromadzono współczesną literaturę naukową z położeniem nacisku na teologię, prawo kanoniczne, ﬁlozoﬁę chrześcijańską i nauki historyczno-społeczne. Następnie podjęto współpracę z uniwersyteckimi bibliotekami na Ukrainie oraz za granicą, zwłaszcza we Francji, Wielkiej Brytanii, Niemczech, Polsce i innych krajach. Bogate dary książkowe pochodziły od wielu instytucji i osób, na przykład: z UKU w Rzymie oraz Papieskiego Instytutu w Rzymie, od o. Iwana Muzyczki z Rzymu, od dobroczynnej organizacji „Kościół w potrzebie” z Niemiec, od biblioteki oo. jezuitów w Krakowie. Oprócz rozwoju współpracy z wydawnictwami, księgarniami, najwięcej literatury trafiało do zasobów bibliotecznych jako dar od przedstawicieli diaspory ukraińskiej, kolekcjonerów oraz osób prywatnych. Podjęcie współpracy z bibliotekami, ośrodkami naukowymi i badawczymi, systematyczne zakupy oraz liczne dary doprowadziły do dość szybkiego wzbogacenia zbiorów w wielu językach – na 2000 r. zasób Biblioteki liczył ok. 35 tys. woluminów. 
W kolejnych latach na czele Biblioteki stali Iwan Harasym, Jurij Pidlisny, Taras Tymo. Od 2016 r. do dziś biblioteka wchodzi jako jednostka strukturalna do Centrum Metropolity Andrzeja Szeptyckiego i jest kierowana przez Oleha Yaskiwa. W 2017 r. Bibliotekę przeniesiono do nowo wybudowanego budynku Centrum Metropolity Andrzeja Szeptyckiego przy ul. Stryjskiej 29a.
Biblioteka UKU jest członkiem Ukraińskiego Stowarzyszenia Bibliotek (UBA). W 2012 r. Biblioteka UKU dołączyła do Europejskiego Stowarzyszenia Bibliotek Katolickich, które ma na celu wymianę doświadczeniami i książkami, rozwój pracowników i koordynowanie działań bibliotek katolickich.

## Biblioteka w liczbach
- Etaty – 16 pracowników
- Powierzchnia użytkowa – (6027 m² – Centrum Szeptyckiego, 305,4 m² - Wydział Filozoficzno-Teologiczny)
- Biblioteka oferuje łącznie ponad 156 miejsc dla czytelników
- Zbiory książek – ok. 170 tys. wol. (w tym 39 509 wol. zbiorów specjalnych) (stan z dnia 26.07.2020)
- Zbiory czasopism – ponad 220 wol. (stan z dnia 26.07.2020)

Biblioteka UKU harmonijnie rozwijała się wraz z powstawaniem nowych kierunków na uczelni i poszerza swój księgozbiór dostosowując go do proﬁlu nowo powstałych wydziałów i kierunków (oprócz Wydziałów Filozoficzno-Teologicznego oraz Humanistycznego, nowe – Wydział Nauk Społecznych, Wydział Nauk o Zdrowiu, Wydział Nauk Ścisłych). Biblioteka UKU gromadzi, przechowuje i udostępnia literaturę o charakterze uniwersalnym, z przewagą wydawnictw z zakresu nauk humanistycznych, teologicznych, społecznych, prawnych oraz od początku XXI w. nauk ścisłych: matematycznych (IT) i medycznych. Prawo do wypożyczania książek na zewnątrz mają studenci, doktoranci i pracownicy UKU.

## Stare druki i zbiory specjalne
Są to najcenniejsze zbiory biblioteczne. Wśród nich na uwagę zasługują w szczególności stare druki religijne m.in. Psałterze i Żywoty Świętych. Jest to jedna z najpełniejszych kolekcji tego typu druków na Ukrainie. Wśród rzadkich zbiorów są np. prace Wacława Lipińskiego „Listy do braci rolników”, niemieckojęzyczne wydanie Juria Peleha „Historia Kościoła Grecko-Katolickiego” w dwóch woluminach, podręcznik z gramatyki łacińskiej Juliana Kobylańskiego, praca Włodzimierza Siczyńskiego „Konspekt z historii światowej sztuki”. Oprócz tego w zbiorach specjalnych znajdują się księgi z autografami oraz dedykacjami darczyńców, wybitnych działaczy życia społecznego, kościelnego i kulturalnego. Zwłaszcza, autografy Klementyna Szeptyckiego, Serhija, Mychajły oraz Oleksandra Hruszewskich.
Częścią zbiorów specjalnych są archiwalia wybitnych postaci i organizacji:
- Archiwalia Mykoły Czubatego
- Archiwalia Ihora Szewczenki
- ukraiński "samwydaw"
- polski "samwydaw"
- Archiwalia Myrosława Łesiowa
- Archiwalia Mykoły Henyka-Berezowskiego

W zbiorach znajdują się muzykalia, podarowane przez Kristofa Wolfa wśród których na największą uwagę zasługuje faksymilowe wydanie nut K-F. E. Bacha.
Ważne miejsce w zbiorach zajmują czasopisma ХІХ – początku ХХ w. o charakterze naukowo-popularnym („Literaturno-naukowy wisnyk”, „Kiewskaja Starina”, „Meta”, „Ridna zemla” i in.). Ponadto w zbiorach jest przechowywany jedyny na Ukrainie komplet Schematyzmów Ukraińskiego Kościoła Grecko-Katolickiego.